# Seelbach (Villmar)
Seelbach ist ein Ortsteil der Gemeinde Villmar im mittelhessischen Landkreis Limburg-Weilburg.

## Geographie
Seelbach grenzt mit seiner Gemarkung im Süden und im Osten an die Lahn und wird mit den nördlichen und östlichen Gemarkungsteilen der naturräumlichen Haupteinheit 312 des Weilburger Lahntalgebiets zugeordnet. Die südlichen Gemarkungsteile dagegen liegen in der Villmarer Bucht am Ostrand des Naturraumes 311, Limburger Becken. Der Ort liegt rund drei Kilometer nordöstlich von Villmar, rund zwölf Kilometer östlich der Kreisstadt Limburg an der Lahn und etwa acht Kilometer südlich der Residenzstadt Weilburg an der Lahn. Die Lahn, die an dieser Stelle eine 90°-Kurve beschreibt, ist vom Ort selbst im Süden und im Osten jeweils rund einen Kilometer entfernt.
Die Seelbacher Gemarkung gehört zu den Ausläufern des Westerwaldes und grenzt im Lahntal an die Ausläufer des Hintertaunus. Die südlich und östlich gelegenen Lahnhänge und Lahntalabschnitte Seelbachs gehören zum europäischen FFH-Schutzgebiet „Lahntal und seine Hänge“ (Gebietsnummer 5515-303) im Natura 2000-Schutzgebietsnetz.
Die Gemarkung grenzt im Westen an den Runkeler Stadtteil Arfurt und in einigen kurzen Teilstücken an einen zur Kernstadt Runkel gehörenden Wald und im Norden an Wirbelau (ebenfalls Runkeler Stadtteil). Im Nordosten schließt sich Falkenbach an, im Südwesten Aumenau (beides Villmarer Ortsteile) und im Süden die Gemarkung des Hauptorts Villmar. An einem Punkt im Nordosten berührt die Seelbacher Gemarkung diejenige von Elkerhausen (Gemeinde Weinbach).
Der Ort besteht aus einem alten Ortskern und den daran vor allem südlich und südwestlich angeschlossenen Neubaugebiete. So ist ein entlang der Südwest-Nordost-Achse gestreckter Siedlungskörper entstanden. Auffällig sind die starken Höhenunterschiede innerhalb des Orts, die sich durch Straßen und Wege mit extremem Gefälle und zahlreiche hohe Stützmauern zur Terrassierung des Geländes ausdrücken. Die gesamte Gemarkung erstreckt sich über eine vergleichsweise ebene, nach Nordwesten ansteigende Fläche über der Lahn. Der Ort selbst befindet sich auf rund 200 Metern Höhe. Der höchste Punkt wird im nördlichsten Gemarkungsteil „Nauscheid“ nahe der L3020 („Alte Runkeler Straße“) und dem Hochbehälter des Wasserverbandes Georg-Joseph bei rund 305 Metern erreicht, der tiefste Punkt bei rund 125 Metern im südwestlichen Lahntal beim Bahnhof Arfurt.
Die Gemarkung wird von landwirtschaftlich genutzter Fläche beherrscht. Von den 714 Hektar der Gesamtgemarkungsfläche umfasst die landwirtschaftliche Nutzfläche 396 Hektar (Stand 1965). Demgegenüber beträgt die Waldfläche 31 % der Gesamtfläche der Ortsteilgemarkung (Stand 1964). Bewaldet sind vor allem die Bereiche der östlichen und südlich gelegenen Lahnhänge. Nördlich der Ortsmitte beginnt entlang des oberen Seelbachtals ein Waldstreifen, der sich nach Norden hin verbreitert und übergeht in die Ausläufer des größeren Waldgebietes „Runkeler Wald“ entlang eines Höhenzuges, über den die historisch bedeutsame „Alte Runkeler Straße“ führt. Zwei kleinere Waldstücke befinden sich westlich des Ortes.
Seelbach selbst wird vom gleichnamigen Bach durchflossen, der aus Norden kommend der Lahn zustrebt. In etwa parallel verläuft am westlichen Gemarkungsrand der Linnebach, der in der Seelbacher Gemarkung entspringt und bei der Arfurter Kläranlage in die Lahn mündet. Im nördlich gelegenen Wiesental „Trieschstruth“ entspringt der Wirbelauer Bach, der nördlich zum Runkeler Stadtteil Wirbelau fließt und dann östlich davon gegenüber Gräveneck in die Lahn mündet.

## Geschichte

### Urgeschichte
Älteste archäologische Zeugnisse aus der Gemarkung sind ein 1975 gefundenes Steinbeil aus Basalt aus der Zeit von 3500 bis 3200 v. Chr. und eine im Jahr 1983 gefundene, etwa 5000 Jahre alte Steinaxt aus Olivinbasalt mit unvollständiger Bohrung, die beide vom Landesamt für Denkmalpflege katalogisiert wurden und der Jungsteinzeit zugeordnet werden.

### Ersterwähnung
Die älteste bekannte schriftliche Erwähnung von Seelbach erfolgte unter dem Namen Selebach im Jahr 1154.
Bereits im Jahr 1053 schenkte Kaiser Heinrich III. den Königshof Villmar an das Kloster Sankt Eucharius (später Sankt Matthias genannt) zu Trier. Erst in einem nachträglichen, ergänzenden Einschub auf einer Ausfertigung der Schenkungsurkunde jedoch sind Güter und Zehnten zu „Selebach“ erwähnt, weshalb erst die Bestätigungsurkunde aus dem 1154 als urkundliche Ersterwähnung angesehen werden kann.
Zum Zeitpunkt der Ersterwähnung waren die Herren von Isenburg als Vögte in Villmar auch die Herrscher über das Zentgericht Aumenau, zu dem auch Seelbach gehörte. Im Jahr 1366 fiel der Zentbereich an die Herren von Wied.

### Mittelalter und frühe Neuzeit
Ein bedeutendes Hofgut lag in den heute 'Ludwigsburger Feld' und 'Ludwigsburger Wiesen' genannten Gemarkungsteilen Seelbachs. 1307 wurde es erstmals als Hof Götzenboden (Getzimbudem) des Klosters Beselich urkundlich erwähnt, wurde als 'Hof Ludwigsburg' 1578 an die Grafschaft Wied-Runkel eingetauscht, im 17. Jahrhundert als Sitz der Wied-Runkeler Gräfin Eleonore vorübergehend in 'Eleonorenburg' umbenannt und um 1840 als 'Ludwigsburger Hof' niedergelegt.
Das älteste heute noch in einem guten Zustand befindliche Gebäude ist der Colonius-Hof von 1707, der die beiden großen Brände überstand.

### Neuere und neueste Geschichte
Im Jahr 1925 errichtete der Turnverein eine Turnhalle, die auch für Feste und andere Zusammenkünfte diente. 2004 wurde an ihrer Stelle die „Seelbachtalhalle“ als neue Gemeinschaftshalle fertiggestellt. Im Jahr 1947 entstand kurz nach dem Zusammenschluss von Turn- und Sportverein ein neuer Sportplatz, 1992 ein neues Sportlerheim. 1975 wurde ein Kindergarten gebaut, 1985 ein neues Feuerwehrhaus.

### Hessische Gebietsreform (1970–1977)
Im Zuge der Gebietsreform in Hessen fusionierten die bis dahin selbständigen Gemeinden Villmar, Falkenbach, Langhecke und Seelbach zum 31. Dezember 1970 auf freiwillig zur neuen Gemeinde Villmar. Ortsbezirke nach der Hessischen Gemeindeordnung wurden nicht errichtet.

### Verwaltungsgeschichte im Überblick
Die folgende Liste zeigt die Staaten und Verwaltungseinheiten, denen Seelbach angehört(e):
- vor 1806: Heiliges Römisches Reich, Grafschaft (seit 1791 Fürstentum) zu Wied-Runkel, Amt oder Herrschaft Runkel
- 1806–1813: Großherzogtum Berg,[Anm. 2] Département Sieg, Arrondissement Dillenburg, Kanton Runkel (ab 1811 Kanton Hadamar)
- 1813–1815: Fürstentum Nassau-Oranien, Amt Runkel
- ab 1816: Herzogtum Nassau,[Anm. 3] Amt Runkel
- ab 1849: Herzogtum Nassau, Kreisamt Limburg[Anm. 4]
- ab 1854: Herzogtum Nassau, Amt Runkel
- ab 1867: Norddeutscher Bund[Anm. 5], Königreich Preußen,[Anm. 6] Provinz Hessen-Nassau, Regierungsbezirk Wiesbaden, Oberlahnkreis
- ab 1871: Deutsches Reich, Königreich Preußen, Provinz Hessen-Nassau, Regierungsbezirk Wiesbaden, Oberlahnkreis
- ab 1918: Deutsches Reich (Weimarer Republik), Freistaat Preußen, Provinz Hessen-Nassau, Regierungsbezirk Wiesbaden, Oberlahnkreis
- ab 1944: Deutsches Reich, Freistaat Preußen, Provinz Nassau, Oberlahnkreis
- ab 1945: Amerikanische Besatzungszone,[Anm. 7] Groß-Hessen, Regierungsbezirk Wiesbaden, Oberlahnkreis
- ab 1946: Amerikanische Besatzungszone, Hessen, Regierungsbezirk Wiesbaden, Oberlahnkreis
- ab 1949: Bundesrepublik Deutschland, Hessen, Regierungsbezirk Wiesbaden, Oberlahnkreis
- ab 1968: Bundesrepublik Deutschland, Hessen, Regierungsbezirk Darmstadt, Oberlahnkreis
- ab 1972: Bundesrepublik Deutschland, Hessen, Regierungsbezirk Darmstadt, Oberlahnkreis, Gemeinde Villmar[Anm. 8]
- ab 1974: Bundesrepublik Deutschland, Hessen, Regierungsbezirk Darmstadt, Landkreis Limburg-Weilburg, Gemeinde Villmar
- ab 1981: Bundesrepublik Deutschland,  Hessen, Regierungsbezirk Gießen, Landkreis Limburg-Weilburg, Gemeinde Villmar

### Kirchengeschichte

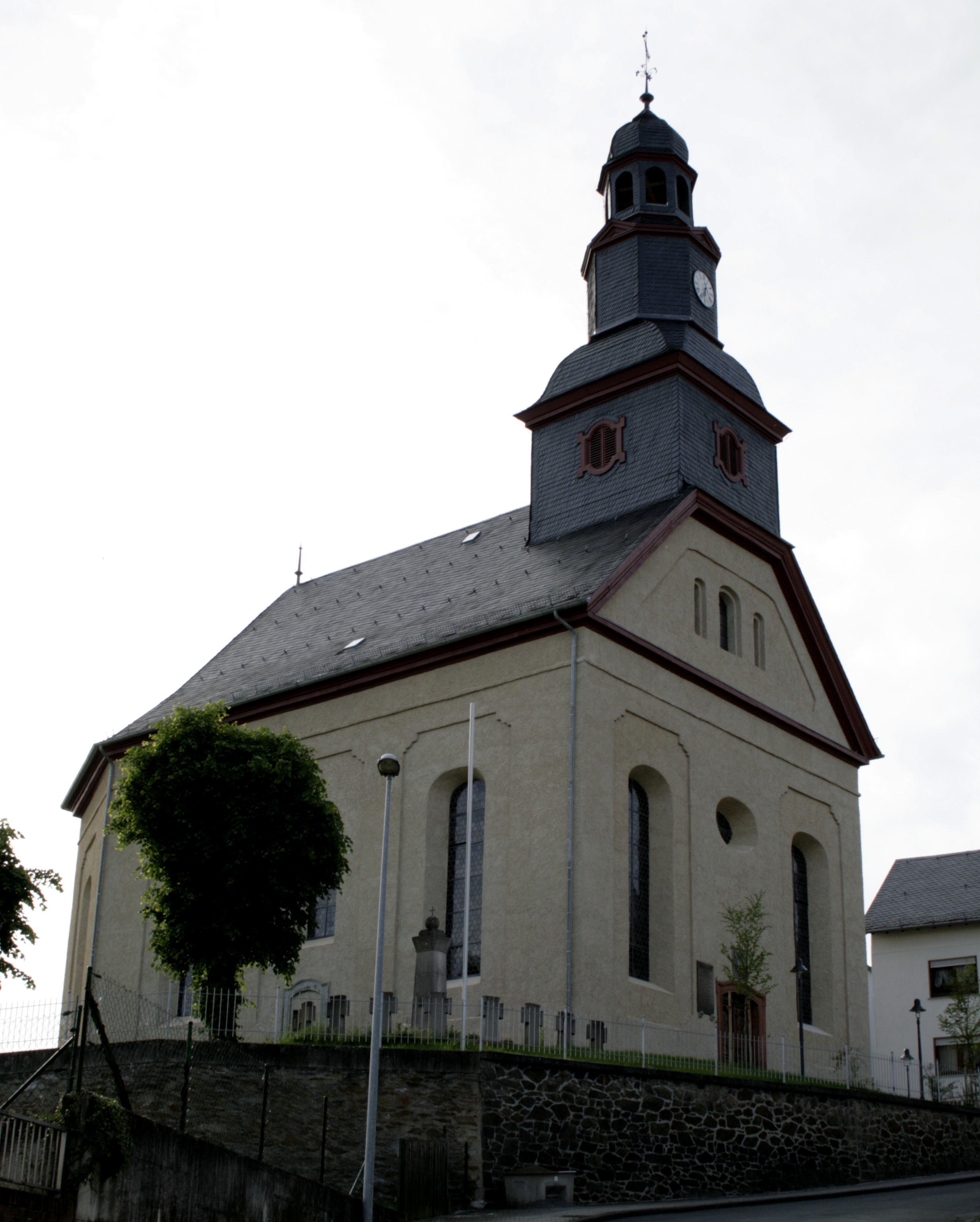
Kirche

Kirchlich war Seelbach im Mittelalter und in der frühen Neuzeit Villmar zugeordnet. Im 14. Jahrhundert wurde eine Kapelle im Ort errichtet, so dass ein Teil der Seelsorge dort stattfinden konnte. 1489 erhielt Seelbach einen eigenen Kaplan. Zwischen den Jahren 1560 und 1570 wurde im Ort die Reformation eingeführt. 1624 wurde der Ort zum Mittelpunkt eines Kirchspiels, dem auch Aumenau und Falkenbach angehörte. In Seelbach wurde zudem eine Kirchspielschule eingerichtet. 1766 wurde die alte Kapelle abgerissen. Im folgenden Jahr zerstörte am 18. Oktober ein Brand das Pfarrhaus, 37 Wohnhäuser, 33 Scheunen und 39 Nebengebäude. Im Jahr 1772 wurde eine neue Kirche eingeweiht. Ein zweiter großer Brand am 30. August 1873 zerstörte Kirche, Pfarrhaus, Schule, 72 Wohnhäuser und 139 Nebengebäude. 1876 wurde die heute noch vorhandene Kirche eingeweiht, zwei Jahre später eine neue Schule. 1924 löste sich Aumenau aus dem Pfarrverband, 1957 auch Falkenbach. Im Jahr 1969 wurde die Volksschule aufgelöst. Die Seelbacher Kinder gehen in Villmar und Runkel zur Schule. Das ehemalige Schulgebäude befindet sich heute in Privatbesitz.

### Wirtschaftsgeschichte
Neben der Landwirtschaft war Seelbach wirtschaftlich vom Abbau kleinerer Vorkommen von Bodenschätzen in der Umgebung geprägt: Basalt, Eisenerz, Mangan, Schiefer, Kalkstein, Lahnmarmor, Ocker, Bruchsteine, Sand und Kies. Keiner dieser Rohstoffe wird heute mehr abgebaut. In der Lagerstättenkarte von 1885 waren noch zwölf Grubenfelder in Seelbach verzeichnet.
In den Jahren 1894 und 1896 legte die 'Lahnkalkwerk Auerberg GmbH' zwei Kalköfen im Lahnhang in der Gemarkung Nieder-Auerberg an. Ein Nebengleis der Lahntalbahn zur Güterverladung war ebenfalls vorhanden. Die Initiative zur Einrichtung einer 'Personenhaltestelle Auerberg' an der Lahntalbahn und die weitgehende Finanzierung der Haltestelle gingen ebenfalls von dieser Firma aus. Die Personenhaltestelle erhielt den Namen 'Bahnhof Arfurt' und ist bis heute der einzige Wellblechbahnhof Deutschlands.
Bei „Heymanns Mühle“ im unteren Seelbachtal zwischen Seelbach und Arfurt führte um 1860 der junge Chemiker Fritz Muck, der später als Begründer der Steinkohlenchemie im Ruhrgebiet bekannt wurde, einen Ockerfarbenbetrieb. Muck stellte dort aus vor Ort abgebautem Ocker Erdfarben in gelben, braunen, kreßfarbenen und auch grünen Farbtönen her, wobei besonders das so genannte „Arfurter Grün“ geschätzt wurde.

## Bevölkerung

### Einwohnerentwicklung
| Seelbach: Einwohnerzahlen von 1834 bis 2020 | Seelbach: Einwohnerzahlen von 1834 bis 2020 | Seelbach: Einwohnerzahlen von 1834 bis 2020 | Seelbach: Einwohnerzahlen von 1834 bis 2020 | Seelbach: Einwohnerzahlen von 1834 bis 2020 |
| --- | ------------------------------------------- | ------------------------------------------- | ------------------------------------------- | ------------------------------------------- |
| Jahr |                                             |                                             |                                             | Einwohner                                   |
| 1834 | 1834                                        |                                             | 493                                         | 493                                         |
| 1840 | 1840                                        |                                             | 499                                         | 499                                         |
| 1846 | 1846                                        |                                             | 520                                         | 520                                         |
| 1852 | 1852                                        |                                             | 539                                         | 539                                         |
| 1858 | 1858                                        |                                             | 560                                         | 560                                         |
| 1864 | 1864                                        |                                             | 576                                         | 576                                         |
| 1871 | 1871                                        |                                             | 598                                         | 598                                         |
| 1875 | 1875                                        |                                             | 581                                         | 581                                         |
| 1885 | 1885                                        |                                             | 589                                         | 589                                         |
| 1895 | 1895                                        |                                             | 591                                         | 591                                         |
| 1905 | 1905                                        |                                             | 564                                         | 564                                         |
| 1910 | 1910                                        |                                             | 580                                         | 580                                         |
| 1925 | 1925                                        |                                             | 579                                         | 579                                         |
| 1939 | 1939                                        |                                             | 564                                         | 564                                         |
| 1946 | 1946                                        |                                             | 846                                         | 846                                         |
| 1950 | 1950                                        |                                             | 810                                         | 810                                         |
| 1956 | 1956                                        |                                             | 680                                         | 680                                         |
| 1961 | 1961                                        |                                             | 662                                         | 662                                         |
| 1967 | 1967                                        |                                             | 668                                         | 668                                         |
| 1970 | 1970                                        |                                             | 698                                         | 698                                         |
| 1980 | 1980                                        |                                             | ?                                           | ?                                           |
| 1990 | 1990                                        |                                             | ?                                           | ?                                           |
| 2000 | 2000                                        |                                             | ?                                           | ?                                           |
| 2011 | 2011                                        |                                             | 651                                         | 651                                         |
| 2015 | 2015                                        |                                             | 661                                         | 661                                         |
| 2020 | 2020                                        |                                             | 634                                         | 634                                         |
| Datenquelle: Historisches Gemeindeverzeichnis für Hessen: Die Bevölkerung der Gemeinden 1834 bis 1967. Wiesbaden: Hessisches Statistisches Landesamt, 1968. Weitere Quellen: LAGIS; nach 1970 Gemeinde Villmar; Zensus 2011 |                                             |                                             |                                             |                                             |

### Einwohnerstruktur 2011
Nach den Erhebungen des Zensus 2011 lebten am Stichtag dem 9. Mai 2011 in Seelbach 651 Einwohner. Darunter waren 24 (3,7 %) Ausländer.
Nach dem Lebensalter waren 126 Einwohner unter 18 Jahren, 252 zwischen 18 und 49, 144 zwischen 50 und 64 und 129 Einwohner waren älter.
Die Einwohner lebten in 270 Haushalten. Davon waren 69 Singlehaushalte, 78 Paare ohne Kinder und 99 Paare mit Kindern, sowie 18 Alleinerziehende und 3 Wohngemeinschaften. In 57 Haushalten lebten ausschließlich Senioren und in 180 Haushaltungen lebten keine Senioren.

### Historische Religionszugehörigkeit
| 1885: | 575 evangelische (= 97,62 %), 14 katholische (= 2,38 %) Einwohner   |
| 1961: | 662 evangelische (= 81,42 %), 118 katholische (= 17,82 %) Einwohner |

## Kultur und Sehenswürdigkeiten

### Kulturdenkmäler
Das Landesamt für Denkmalpflege weist im digitalen Denkmalbuch des Landes Hessen für Seelbach folgende sechs Denkmäler aus:
- Die Gesamtanlage Seelbachs zeigt den besonderen Charakter eines spätklassizistischen Dorfbildes, geprägt von Drei- und Vierseithöfen mit ansprechenden Wohnhäusern und Scheunen von stattlicher Größe. Der Kernbereich um die Rathausstraße weist an der Kirche eine typische, terrassierte Doppelführung mit einer Mittelmauer und endet am parkähnlichen Freigelände des ehemaligen Hepp'schen Hofes.[16]

- Die ehemalige Volksschule wurde, wahrscheinlich nach dem Entwurf von Bauinspektor Spinn, 1878 als einziger Backstein- oder Feldbrandbau nach dem großen Feuer von 1873 errichtet. Am Giebel befindet sich ein Rundfenster mit dem Maßwerk des Zionsterns. Zum Objekt gehören auch das rückseitige, ehemalige Spritzenhaus mit Schlauchtürmchen und ein gusseiserner, vollständiger Pumpbrunnen auf der Vorderseite.[16]

- In der 'Obere Neustraße 10' findet sich die große Stallscheune einer Doppelhofanlage, errichtet noch im Brandjahr 1873, sowie an der Straße das schmuckreiche Tor als ein für die Zeit typischer Hofabschluss.[16]

- Von der evangelischen Kirche, welche die Gemeinde 1768–72 als Ersatz für ihre mittelalterliche Kapelle errichtete, ließ der 2. Großbrand von 1873 lediglich das rohe Mauerwerk übrig. Der Wiederaufbau in einem schlichten, nachempfundenen Neubarock zeigt eine breite Saalkirche mit dreiseitigem Chor, Emporen, verglaster Eingangswand und der integrierten Orgel der Gebr. Voigt von 1877. Über dem Eingangsportal prangt das Wappen des fürstlich-wiedischen Kirchenpatrons. Außen am Chor befinden sich mehrere Grabsteine aus dem 18. Jahrhundert.[16]

- In der Rathausstraße 13 befindet sich die ehemalige Hofreite der Seelbacher Familie Hepp. Hermann Hepp (1859–1919) und Karl Hepp (1889–1970) waren als Abgeordnete und Bauernverbandsfunktionäre über fast ein Jahrhundert die bekanntesten Vertreter landwirtschaftlicher Standesinteressen des Landkreises. Die offen und etwa dreiseitig gruppierte Hofanlage stammt im Wesentlichen aus der Mitte des 19. Jahrhunderts.[16]

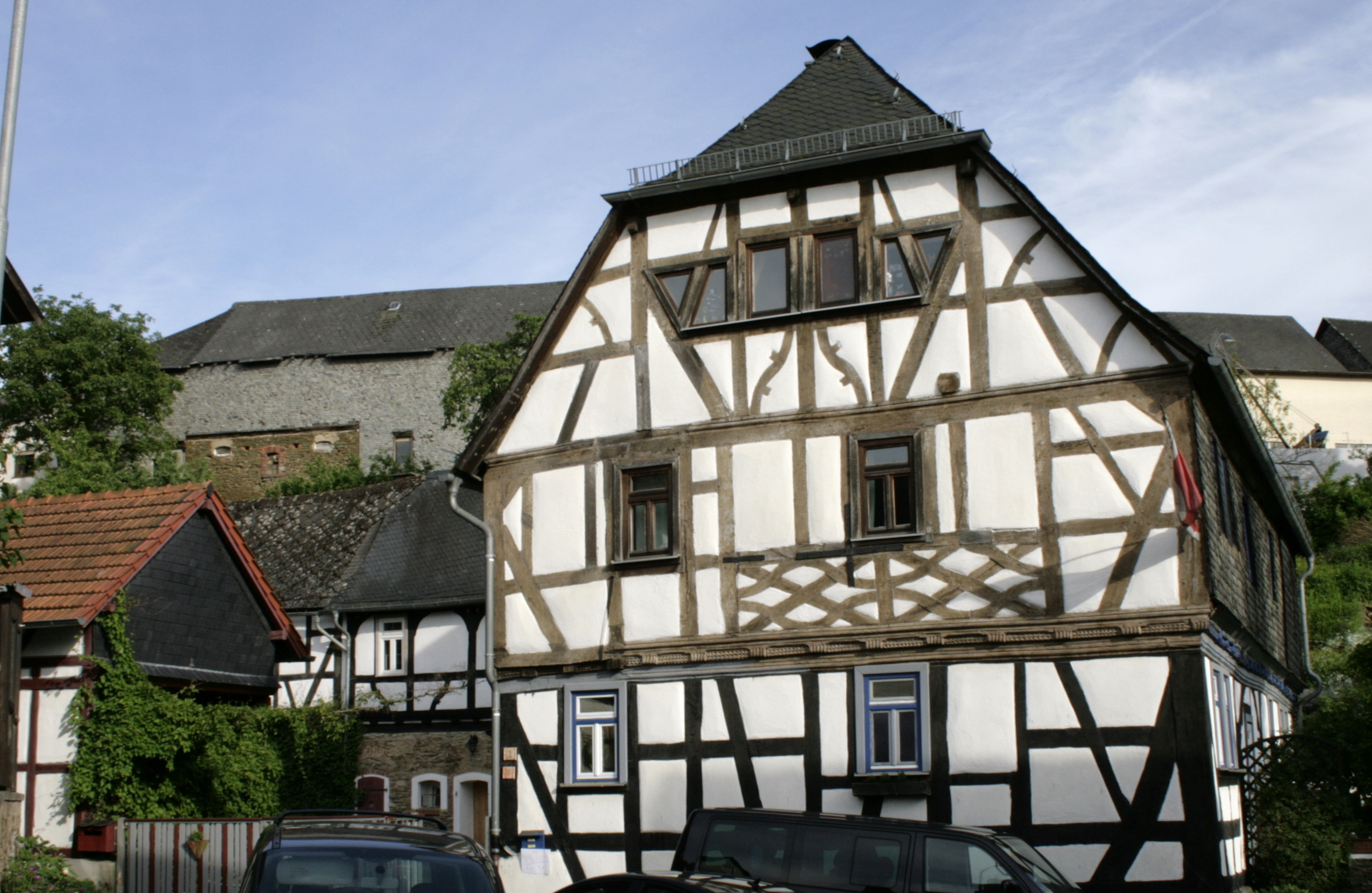
Colonius-Hof von 1707

- In der 'Untere Neustraße 1/3' liegt der sogenannte Colonius-Hof, benannt nach einem seiner späteren Besitzer, dem Hofrat Colonius. Ältester Teil des vierseitigen, später längsgeteilten Anwesens ist das Wohnhaus. Der Inschrift zufolge errichtet im Jahr 1707 durch einen Schultheißen des Ortes. Der größtenteils verputzte und schieferverkleidete Bau mit Krüppelwalmdach zeigt einen mächtigen Eckständer, schön profilierte Schwellhölzer mit Schuppfriesfüllungen zwischen kannelierten Balkenköpfen. In der Diele steht die über beide Stockwerke gehende, am Sockel schnitzverzierte Spindeltreppe und eine barocke Türrahmung zur Stube. In den oberen Räumen finden sich bemerkenswerte Stuckdecken. Die Scheune am Aumenauer Weg zeigt ornamentalen Stippputzresten ebenso wie das 1870 datierte Stallgebäude (Hausteil Nr. 1). Der südliche Stall- und Wohnbau (18./19. Jh.) diente zeitweise als Notkirche. Der Hof ist ein besonderes Kulturdenkmal im mehrfach brandzerstörten Seelbach.[16]

### Naturdenkmäler
Die Friedenseiche am Seelbacher Sportplatz auf der Bücklings-Höhe nördlich des Dorfes an der Hessenstraße ist als Naturdenkmal unter der Kenn-Nummer 3533068 durch Verordnung vom 10. Mai 1960 gesetzlich streng geschützt. Diese Stieleiche wurde am 14. Mai 1871 nach Beendigung des Deutsch-Französischen Krieges (1870/71) und Gründung des deutschen Kaiserreichs 'für die lebenden und kommenden Geschlechter ... als Zeichen des Friedens und der Einigkeit' feierlich gepflanzt.
Am Lahnhang südlich von Falkenbach findet sich im Seelbacher Walddistrikt „Ahlbach“ ein sehenswerter Säulenbasaltkegel mit meterlangen eckigen Basaltsäulen, der durch vergangene Bergbautätigkeit angeschnitten wurde. Als Relikt der Bergbaugeschichte ist dort auch noch die Trasse der Pferdebahn erkennbar, die zum weiter südlich gelegenen Basaltbruch „In den Södern“ führte, wo weiterhin die Sockel der Seilbahn gefunden werden können, welche die Bergbauprodukte zur Erzverladestation „Schafstall-Aumenau“ auf der anderen Lahnseite transportierte.

### Vereine
Seelbach verfügt über einen Turn- und Sportverein, den Männergesangverein „Liederkranz“, einen Frauen- und Mädchenchor, die 1932 gegründete Freiwillige Feuerwehr Seelbach mit ihrer seit 1. März 1973 bestehenden Jugendfeuerwehr, die Naturschutzgruppe NABU Seelbach, einen Landfrauenverein, eine VdK-Ortsgruppe und einen Kyffhäuser-Verein.

## Infrastruktur
Die Freiwillige Feuerwehr Seelbach, gegr. 1932 (seit 1. März 1973 mit Jugendfeuerwehr), sorgt für den abwehrenden Brandschutz und die allgemeine Hilfe.

## Persönlichkeiten
- Philipp Fink (1773–1849), Schultheiß und Mitglied des Nassauischen Landtags
- Hermann Hepp (1859–1919), Landwirt, Bürgermeister, Politiker und Mitglied des Reichstages[20]
- Albert Hermann Fink (1881–unbekannt), Landwirt und Bürgermeister sowie Mitglied des Provinziallandtages der Provinz Hessen-Nassau
- Karl Hepp (1889–1970), Politiker und Mitglied des Reichstages[21] und des Deutschen Bundestages[22]
- Ernst O. Göbel (* 1946), Präsident der Physikalisch-Technischen Bundesanstalt